# 民主政
民主政（みんしゅせい、英: democracy）とは、ルソーの『社会契約論』によれば、その執政体（政府）の構成員が市民全体の半数以上を占めているような統治体制のことである。

## 解説
ルソーは、政策の執行権を人民全体に対し多数者に任せるのを民主政、少数者に任せるのを貴族政、一人に任せるのを君主政とした。人民集会では立法権(意思決定)が民衆に属さなければならず、一方で執行権は、立法者、あるいは主権者としての人民一般には属しえないものであり、公僕たる政府に委任するものとした。ルソーの民主政概念は、その限りで古典的なものであり、そのためルソーを最後の古代人であるとみる者もいるが、むしろ近代的な民主政概念を準備したとみる見方が一般である。

## 歴史
歴史的には、民主政の概念は、古代ギリシアにまで遡ることができる。古典ギリシア語のデモス（demos、人民）とクラティア（kratia、権力・支配）をあわせたデモクラティア（democratia）がデモクラシーの語源であり、直訳すれば「民権」ないし「民衆支配」である。
民衆支配、寡頭支配（Oligarchy）や専制支配（Monarchy）の3分類説がヘロドトスの『歴史』に登場し、それをプラトンやアリストテレスが民主政、王政、貴族政に整理した。アリストテレスは、それぞれの堕落した形態として、衆愚政、僭主政、寡頭政をあげ、王政が堕落すると、僭主政になり、その反動で貴族政が起こり、やがてそれが堕落すると、寡頭政となり、その反動として民主政が起こり、それが堕落すると、衆愚政となり、その反動として王政が起るとして、歴史は、堕落と革命を繰り返すとの循環論を説いた。また、プラトンは、哲人による貴族政治を理想とし、そこでは、民主政すなわち衆愚政という否定的な意味合いがあったのである。
古代ローマでは、古代ギリシアの3分類説を継承しながらも、共和政ローマによる世界統一の成功を説明することに重きが置かれた。キケロは、最良の国家はすべての政体の美点を併せ持つ混合政体であるとしつつも、あえてどれかを選択しなければならないのであれば、王政を支持するとした。
近代西欧でも、以上のような古代ギリシア、古代ローマにおける民主政の概念を受け継いでいた。たとえば、ホッブズは、社会契約説に基づき、万人の万人に対する闘争を回避するための主権という概念を定立して、その主権の帰属する主体を規準に3分類説を定義し直して絶対王政を擁護していたし、モンテスキューは、3分類説を引用しながらも、権力が人民全体にある国家を民主政と呼び、民主政は古代スパルタのような小さな有徳の国家にしか適さないと限定的に理解して、現実の制度としては、貴族政と君主政の混合政体がよいとしていた。この点は、ホッブズを批判し、人民主権に立ちつつも、（現に君主ないし国会が有している）立法権は人民の信託によるものであるとしたジョン・ロックも同様であった。このような政治状況下では、専制に対する肯定的な意味合いを持つ概念は、民主政ではなく、むしろ古代ローマを模範とした「共和政」であったのである。
以上に対し、民主政の概念と共和政の概念を結びつける原理的な可能性を開き、衆愚的な民主政概念を変えるきっかけをつくったのがルソーであった。ルソーによれば、ある国家が共和制であることとその政体が民主政であることとは一応別のこととされる。その上で、ルソーは、個々の「市民」（Citoyens）の社会契約に基づく統治は、人民主権、共和制を必然的に要請し、市民の集合体を主権者たる「人民」（Peuple）と呼び、主権者の一般意思の発動である法律に服従すべき地位にある者を臣民（Sujets）と呼んで区別した。そして、社会契約論をとる以上は、主権者は、人民でしかあり得ず、主権者が一般意思を決定するにしろ、その意思を執行する執政体の構成員は、一人でも、一人以上全市民の半数以下でも、市民の半数以上でもよいとしたのである。したがって、ルソー流の人民主権論は、王権神授説による国王主権を否定するものの、君主政とも貴族政とも結びつき得るものであり、当時の現実的な政治状況を肯定し得るものであった。むしろルソーは、共和制の下における民主政の条件を厳しく考え、国土の小さく、神のように道徳の高い人間しかいない国でしか実現不可能で、過去に存在したことはなく、将来誕生することもないであろうと予測していたのであり、そこでの民主政は多分に理念的意味合いを有していたのである。しかし、ルソーの人民主権論は、特殊意思を排除した一般意志に基づく「法の支配」の原理を確立しようとしたものであり、共通善の実現を図るための統治という共和主義的な内容を有していたのである。
ジェームズ・ハリントンは、当時のイギリス議会は特殊利益を代表しているとみた上で、専制化しやすい王政を否定し、民主政が3分類のうちで最高の価値を有するとして、成年男子による議員と執政官の普通選挙権を主張したが、実現しなかった。
国土の大きな国で、共和政と民主政を結びつけた制度を実際に作ることの可能性を論じ、これを実現させたのは、イギリスから独立し、君主のいないアメリカ合衆国で、アレグサンダー・ハミルトン、ジェームズ・マディソンらによって書かれた『ザ・フェデラリスト』である。そこでは、直接民主制（pure democracy)と間接民主制を区別し、間接民主制が広い国土に散在する多数の多元的な私的な利害団体の意思を反映させることのできる制度であり、しかも共通善を実現するための共和的な制度として積極的にとらえられ、それが法の支配の伝統の下、立憲主義と結びついたのである。この文脈での「民主制」は、ルソーが厳格に定義した意思の執行についての政体とは異なり、意思決定についての政体に変質して、政治の在り方を決める最終的な権威は人民にあるとされるに至っており、そこではもはや衆愚政治的な意味合いはなく、権力の正当性を示す原理と結びつくきっかけを作ったといえる。
これを更に一般に認知させたのは、トクヴィルであり、以後、多元的な社会における民主的共和政（la République démocratique）、アメリカン・デモクラシーが語られるようになったのである。
もっとも、フランスやイギリス等、アメリカ以外の国で、民主政の概念が肯定的な意味合いで用いられることはまだ一般ではなかった。イギリスでは、エドマンド・バークによる厳しい批判にさらされた。
民主政の概念が広く肯定的な意味合いで使われるようになったのは、アメリカ大統領ウッドロウ・ウィルソンが、三国協商がアメリカと同様民主政の国であり、世界の恒久平和のため権威主義の国であるドイツを打ち破る必要があるとして、第一次世界大戦に参戦を決意を表明した1917年4月に行った演説がきっかけである。戦争と新聞によって新しい民主政の概念が広まっていったのである。